# 栗原吾郎
栗原 吾郎（くりはら ごろう、1996年1月12日 - ）は、日本の元俳優、元歌手であり、スターダストプロモーションの男性アーティスト集団EBiDANの元メンバー、カスタマイZのリーダーであった。カスタマイZでの活動名はGORO。
埼玉県出身。

## 略歴
何度か受けていたスカウトを断り続けていたが、中学3年生のときにスターダストプロモーションの面接を受け同社に所属。若手男性俳優集団であった頃のEBiDANに所属する。
2011年、連続テレビドラマ『金魚倶楽部』の出演者オーディションにて本井孝哉役に決まり、同作で俳優デビュー。同時期放送の『花ざかりの君たちへ〜イケメン☆パラダイス〜2011』にもレギュラー出演する。
2012年3月、EBiDANからの新ユニットのメンバーに選ばれ、4人組バンド・カスタマイZ（旧表記・カスタマイズ）のメンバーとなる。バンドではボーカルとギターを担当。バンド参加までは、楽器演奏の経験はなかった。
2014年1月、『AMNESIA』にて舞台初主演を務める。
2016年8月26日をもってカスタマイZ解散。
2020年3月31日付で、スターダストプロモーションを退社した。
2020年4月11日から元カスタマイZのメンバーだったHAMAと「ハマとゴロのふたり。」というユニットを組んで活動している。

## 人物
特技はテニス・水泳・ギター、趣味は卓球・アニメ。漫画『ONE PIECE』が大好きで全巻持っている。漫画の世界観にあこがれて、真面目に海賊になりたいと思っていた時期があった。

## 出演

### テレビドラマ
- 金魚倶楽部（2011年7月 - 9月、NHK） - 本井孝哉 役
- 花ざかりの君たちへ〜イケメン☆パラダイス〜2011（2011年7月 - 9月、フジテレビ） - 放出光太 役
- ドラマ特別企画 リセット〜本当のしあわせの見つけ方〜（2012年9月30日、MBSテレビ） - 香山浩之（高校生時代） 役
- 新春ワイド時代劇 白虎隊〜敗れざる者たち（2013年1月2日、テレビ東京） - 松平喜徳 役
- 女と男の熱帯（2013年1月 - 2月、WOWOWプライム） - ハナの恋人 役
- 月曜ゴールデン おふくろ先生の診療日記6（2013年11月4日、TBS） - 翔太 役
- 金曜プレステージ 医療捜査官 財前一二三4（2013年11月8日、フジテレビ） - 佐々木鉄平 役
- 今からあなたを脅迫します 第2話（2017年10月29日、日本テレビ） - 柿宮優人 役
- 日本・ミャンマー国際共同制作ドラマ『My Dream My Life』（2018年1月27日 -  全4回、MNTV※ミャンマー）

### 映画
- 桐島、部活やめるってよ（2012年） - 岡本 役
- リトル・フォレスト 冬・春（2015年） - アルバイトの男性 役
- 人狼ゲーム マッドランド（2017年） - 宇佐美慧 役
- EVEN〜君に贈る歌〜（2018年） - ギター・涼 役
- 記憶の技法（2020年） - 穂刈怜 役[10]

### オリジナルビデオ
- ドーリィ♪カノン（2013年） - 幸田或人 役

### Webドラマ
- ほんとはキミに好きって言いたい!（2017年、C Channel）

### 舞台
- AMNESIA（2014年） - 主演・シン 役[7]
- 朗読劇『季節が僕たちを連れ去ったあとに』「寺山修司からの手紙」山田太一編より（2017年） - 寺山修司 役

### ラジオ
- 恵比寿学園男子部 放課後Customize（音泉：2012年4月6日 - 2013年7月5日）[4]
- カスタマイZのハジメマシタ（超!A&G+：2014年10月11日 - 2016年4月2日）

### アニメ
- 問題児たちが異世界から来るそうですよ?（2013年） - サラマンドラ兵士A 役
- 少年ハリウッド -HOLLY STAGE FOR 49-（2014年） - 荒井健 役
- 蒼穹のファフナー EXODUS（2015年） - チェスター・ゲイン 役
- クラゲの食堂（2016年） - 三崎葉太郎[11] 役

### CM
- ハウスウェルネスフーズ「C1000 レモンウォーター」（2013年）
- 資生堂「シーブリーズ」（2013年）
- 刀剣乱舞 -ONLINE-、刀剣乱舞-ONLINE- Pocket（2016年）[12]

### ミュージック・ビデオ
- MAY'S 「君に届け」（2011年）
- 藤澤ノリマサ「桜の歌」（2011年）
- GReeeeN「オレンジ」（2012年）
- GReeeeN「テトテとテントテン with whiteeeen」（2017年）

### カバーモデル
- 素敵男子の誘惑 上巻・下巻（魔法のiらんど文庫：2012年11月24日 - 同年12月22日）